# Friedrich Karl Gottlob Hirsching
Friedrich Karl Gottlob Hirsching est un  bibliographe et biographe allemand, professeur de philosophie à Erlangen, né à Uffenheim le 21 décembre 1762 et mort le 11 mars 1800.

## Œuvres
Il a laissé :
- Essai d'une description des meilleures bibliothèques de l'Allemagne (1786-1790, 4 vol.);
- Notices sur quelques belles collections de tableaux, d'estampes et de médailles (1786-1792, 6 vol. in-8°);
- Dictionnaire des personnages célèbres et remarquables qui sont morts au XVIIIe siècle, ouvrage continué par Ernesti (1794 1815, 17 vol. in-8°).